# Grästorps landsfiskalsdistrikt
Grästorps landsfiskalsdistrikt var 1941–1964 ett landsfiskalsdistrikt i Skaraborgs län, bildat när Sveriges nya indelning i landsfiskalsdistrikt trädde i kraft den 1 oktober 1941, enligt kungörelsen den 28 juni 1941. Detta distrikt bildades av hela Åse landsfiskalsdistrikt samt del av Viste landsfiskalsdistrikt som hade bildats den 1 januari 1918 när Sveriges första indelning i landsfiskalsdistrikt trädde i kraft. Den 1 januari 1965 avskaffades i Sverige samtliga landsfiskaler och landsfiskalsdistrikt, och deras arbetsuppgifter delades upp på de nyskapade indelningarna polisdistrikt, åklagardistrikt och kronofogdedistrikt.
Landsfiskalsdistriktet låg under länsstyrelsen i Skaraborgs län.

## Ingående områden
Kommunerna Flo, Friel, Håle, Karaby, Sal, Särestad, Täng, Tun, Vänersnäs och Ås hade tidigare tillhört Åse landsfiskalsdistrikt och kommunerna Bjärby, Flakeberg, Grästorps köping, Hyringa, Längnum, Tengene och Trökörna hade tidigare tillhört Viste landsfiskalsdistrikt. När Sveriges nya indelning i landsfiskalsdistrikt trädde i kraft den 1 januari 1952 (enligt kungörelsen 1 juni 1951) ändrades distriktets indelning genom både kommunreformen 1952 samt områdesöverföringar. Vänernäs överfördes till Älvsborgs län och Trollhättans landsfiskalsdistrikt samt tillförsel av den nya storkommunen Essunga från Vara landsfiskalsdistrikt och det upplösta landsfiskalsdistriktet Vedum.

### Från 1 oktober 1941
Viste härad:
- Bjärby landskommun
- Flakebergs landskommun
- Grästorps köping
- Hyringa landskommun
- Längnums landskommun
- Tengene landskommun
- Trökörna landskommun

Åse härad:
- Flo landskommun
- Friels landskommun
- Håle landskommun
- Karaby landskommun
- Sals landskommun
- Särestads landskommun
- Tängs landskommun
- Tuns landskommun
- Vänersnäs landskommun
- Ås landskommun

### Från 1 januari 1952
- Essunga landskommun
- Grästorps landskommun
- Tuns landskommun